# Gear
 For alternative betydninger, se Gear (flertydig). (Se også artikler, som begynder med Gear)
I fysik og ingeniørvidenskab er et gear (eng. mechanical advantage device) en mekanisk indretning (f.eks. i en gearkasse), som har en gearing eller gearudveksling (eng. Gear ratio), der er en faktor med hvilken en mekanisme multiplicerer kraften eller drejningsmoment anvendt på den. Bemærk at det engelske ord gear betyder tandhjul (eller grej), men at der anvendes den engelske betydning mechanical advantage device for det danske ord gear.